# Selección femenina de fútbol sub-17 de Haití
La selección femenina de fútbol sub-17 de Haití es el equipo representativo de Haití en las competiciones oficiales. Su organización está a cargo de la Federación Haitiana de Fútbol, miembro de la Concacaf y la FIFA.

## Estadísticas

### Copa Mundial de Fútbol Femenino Sub-17
| Año                       | Fase            | Posición        | PJ              | PG              | PE              | PP              | GF              | GC              | DG              |
| ------------------------- | --------------- | --------------- | --------------- | --------------- | --------------- | --------------- | --------------- | --------------- | --------------- |
| Nueva Zelanda 2008        | No se clasificó | No se clasificó | No se clasificó | No se clasificó | No se clasificó | No se clasificó | No se clasificó | No se clasificó | No se clasificó |
| Trinidad y Tobago 2010    | No se clasificó | No se clasificó | No se clasificó | No se clasificó | No se clasificó | No se clasificó | No se clasificó | No se clasificó | No se clasificó |
| Azerbaiyán 2012           | No se clasificó | No se clasificó | No se clasificó | No se clasificó | No se clasificó | No se clasificó | No se clasificó | No se clasificó | No se clasificó |
| Costa Rica 2014           | No se clasificó | No se clasificó | No se clasificó | No se clasificó | No se clasificó | No se clasificó | No se clasificó | No se clasificó | No se clasificó |
| Jordania 2016             | No se clasificó | No se clasificó | No se clasificó | No se clasificó | No se clasificó | No se clasificó | No se clasificó | No se clasificó | No se clasificó |
| Uruguay 2018              | No se clasificó | No se clasificó | No se clasificó | No se clasificó | No se clasificó | No se clasificó | No se clasificó | No se clasificó | No se clasificó |
| India 2022                | No se clasificó | No se clasificó | No se clasificó | No se clasificó | No se clasificó | No se clasificó | No se clasificó | No se clasificó | No se clasificó |
| República Dominicana 2024 | Por definir     | Por definir     | Por definir     | Por definir     | Por definir     | Por definir     | Por definir     | Por definir     | Por definir     |

### Campeonato Femenino Sub-17 de la Concacaf
| Año                             | Fase             | Posición     | PJ           | PG           | PE           | PP           | GF           | GC           | DG           |
| ------------------------------- | ---------------- | ------------ | ------------ | ------------ | ------------ | ------------ | ------------ | ------------ | ------------ |
| Trinidad y Tobago 2008          | No participó     | No participó | No participó | No participó | No participó | No participó | No participó | No participó | No participó |
| Costa Rica 2010                 | Fase de grupos   | 8.º          | 3            | 0            | 0            | 3            | 0            | 12           | -12          |
| Guatemala 2012                  | No participó     | No participó | No participó | No participó | No participó | No participó | No participó | No participó |              |
| Jamaica 2013                    | Fase de grupos   | 7.º          | 3            | 0            | 1            | 2            | 1            | 5            | -4           |
| Granada 2016                    | Semifinal        | 4.º          | 5            | 3            | 0            | 2            | 22           | 7            | +15          |
| Estados Unidos y Nicaragua 2018 | Semifinal        | 4.º          | 5            | 2            | 1            | 2            | 10           | 7            | +3           |
| República Dominicana 2022       | Octavos de final | 9.º          | 4            | 2            | 0            | 2            | 5            | 5            | 0            |
| 2024                            | Clasificó        | .º           |              |              |              |              |              |              |              |
| Total                           | 4/8              | 5.º          | 20           | 7            | 2            | 11           | 38           | 36           | +2           |